# Indische Cricket-Nationalmannschaft in England in der Saison 2025
Die Tour der indischen Cricket-Nationalmannschaft nach England in der Saison 2025 fand vom 20. Juni bis zum 4. August 2025 statt. Die internationale Cricket-Tour war Bestandteil der Internationalen Cricket-Saison 2025 und umfasste fünf Tests. Die Tests waren Bestandteil der ICC World Test Championship 2025–2027. Die Serie endete 2–2 unentschieden.

## Vorgeschichte
England bestritt zuvor eine Tour gegen den West Indies, für Indien war es die erste Tour in der Saison. Das letzte Aufeinandertreffen der beiden Mannschaften bei einer Tour fand in der Saison 2024/25 in Indien statt.

## Stadien
Die folgenden Stadien wurden für die Tour als Austragungsort vorgesehen.
| Stadion                     | Stadt      | Kapazität | Spiele  |
| --------------------------- | ---------- | --------- | ------- |
| Edgbaston Cricket Ground    | Birmingham | 24.803    | 2. Test |
| Headingley Stadium          | Leeds      | 17.000    | 1. Test |
| The Oval                    | London     | 23.500    | 5. Test |
| Lord’s Cricket Ground       | London     | 30.000    | 3. Test |
| Old Trafford Cricket Ground | Manchester | 19.000    | 4. Test |

## Kaderlisten
Indien benannte seine Kader am 24. Mai 2025.
England benannte seine Kader am 5. Juni 2025.
| Test | Test |
| England | Indien |
| --- | --- |
| - Ben Stokes (K) - Jofra Archer - Gus Atkinson - Shoaib Bashir - Jacob Bethell - Harry Brook - Brydon Carse - Sam Cook - Zak Crawley - Liam Dawson - Ben Duckett - Jamie Overton - Ollie Pope - Joe Root - Jamie Smith (wk) - Josh Tongue - Chris Woakes | - Shubman Gill (K) - Rishabh Pant (VK, wk) - Jasprit Bumrah - Akash Deep - Abhimanyu Easwaran - Ravindra Jadeja - Narayan Jagadeesan - Yashasvi Jaiswal - Dhruv Jurel (wk) - Anshul Kamboj - Prasidh Krishna - Karun Nair - KL Rahul - Harshit Rana - Nitish Kumar Reddy - Arshdeep Singh - Mohammed Siraj - Sai Sudharsan - Washington Sundar - Shardul Thakur - Kuldeep Yadav |

## Tests

### Erster Test in Leeds
| 20. – 24. Juni Scorecard | Leeds | Indien 471 (113) & 364 (96)   | – | England 465 (100.4) & 373-5 (82) |
|                          |       | England gewinnt mit 5 Wickets |   |                                  |

England gewann den Münzwurf und entschied sich als Feldmannschaft zu beginnen. Für Indien begannen die Eröffnungs-Batter Yashasvi Jaiswal und KL Rahul Rahul erreichte 42 Runs und wurde gefolgt von Shubman Gill. Jaiswal erzielte ein Century über 101 Runs aus 159 Bällen und wurde durch Rishabh Pant ersetzt, der zusammen mit Gill den Tag beim Stand von 359/3 beendeten. Am zweiten Spieltag gelang Gill ein Century über147 Runs aus 227 Bällen. Nachdem Ravindra Jadeja ins Spiel gekommen war, konnte Pant ein Century über 134 Runs aus 178 Bällen beisteuern. Jadeja schied nach 11 Runs aus und das Innings endete nach 471 Runs. Beste englische Bowler mit jeweils vier Wickets waren Ben Stokes (für 66 Runs) und Josh Tongue (für 86 Runs). Für England bildete Eröffnungs-Batter Ben Duckett zusammen mit dem dritten Schlagmann Ollie Pope eine Partnerschaft. Duckett erreichte ein Fifty über 62 Runs und wurde von Joe Root mit 28 Runs gefolgt. Daraufhin kam Harry Brook aufs Feld und der Tag endete beim Stand von 209/3. Am dritten Tag verlor Pope sein Wicket nach einem Century über 106 Runs aus 137 Bällen und ihm folgte Ben Stokes mit 20 und Jamie Smith mit 40 Runs. Nachdem Chris Woakes ins Spiel gekommen war, gelang Brook ein Fifty über 99 Runs. Der hineinkommende Brydon Carse erzielte 22 Runs, woraufhin Josh Tongue aufs Feld kam und Woakes nach 38 Runs ausschied. Tongue verlor das letzte wicket des Innings nach 11 Runs, womit England einen Rückstand von 6 Runs nach dem ersten Innings hatte. Beste indische Bowler waren Jasprit Bumrah mit 5 Wickets für 83 Runs und Prasidh Krishna mit 3 Wickets für 128 Runs. Für Indien formte Eröffnungs-Batter KL Rahul zusammen mit dem dritten Schlagmann Sai Sudharsan eine Partnerschaft. Sudharsan gelangen 30 Runs und der Tag endete beim Stand von 90/2. Am vierten Spieltag kam Rishabh Pan ins Spiel, dem ein Century über 118 runs aus 140 Bällen gelang und wurde gefolgt durch Karun Nair. Rahul schied nach einem Century über 137 Runs aus 247 Bällen aus und Nair kurz darauf nach 20 Runs. Der hineinkommende Ravindra Jadeja konnte bis zum Ende des Innings 25* Runs erreichen, womit er die Vorgabe für England auf 371 Runs erhöhte. Beste englische Bowler waren Josh Tongue mit 3 Wickets für 72 Runs und Brydon Carse mit 3 Wickets für 80 Runs. Für England begannen die Eröffnungs-Batter Zak Crawley und Ben Duckett, die den Tag beim Stand von 21/0 beendeten. Am fünften Tag schied Crawley nach einem Fifty über 65 Runs aus und wurde gefolgt durch Jon Root. Duckett gelang ein Century über 149 Runs aus 170 Bällen und der hineinkommende Ben Stokes konnte 33 Runs hinzufügen. Daraufhin konnten Root zusammen mit Joe Smith die Vorgabe einholen. Root erreichte dabei ein Fifty über 53* Runs und Smith 44* Runs. Beste indische Bowler waren Shardul Thakur mit 2 Wickets für 51 Runs und Prasidh Krishna mit 2 Wickets für 51 Runs. Als Spieler des Spiels wurde Ben Duckett ausgezeichnet.

### Zweiter Test in Birmingham
| 2. – 6. Juli Scorecard | Birmingham | Indien 587 (151) & 427-6d (83) | – | England 407 (89.3) & 271 (68.1) |
|                        |            | Indien gewinnt mit 337 Runs    |   |                                 |

England gewann den Münzwurf und entschied sich als Feldmannschaft zu beginnen. Für Indien bildete Eröffnungs-Batter Yashasvi Jaiswal eine Partnerschaft mit dem dritten Schlagmann Karun Nair. Nair erreichte 31 Runs und wurde gefolgt von Shubman Gill. Jaiswal schied nach einem Fifty über 87 Runs aus und der ihm folgende Rishabh Pant nach 25 Runs. Nachdem Ravindra Jadeja aufs Feld gekommen war, endete der Tag beim Stand von 310/5. Am zweiten Tag verlor Jadeja sein Wicket nach einem Fifty über 89 Runs und dem hineinkommenden Washington Sundar gelangen 42 Runs. Gill schied nach einem Double-Century über 269 Runs aus 387 Bällen aus, woraufhin das Innings nach 587 Runs endete. Bester englischer Bowler war Shoaib Bashir mit 3 Wickets für 167. Für England formte Eröffnungs-Batter Zak Crawley zusammen mit dem vierten Schlagmann Joe Root eine Partnerschaft. Crawley erreichte 19 Runs und wurde gefolgt durch Harry Brook, der zusammen mit Root den tag beim Stand von 77/3 beendete. Am dritten Tag schied Root nach 22 Runs aus und wurde durch Jamie Smith ersetzt. Zusammen absolvierten Brook und Smith eine Partnerschaft über 303 Runs, bevor Brook nach einem Century über 158 Runs aus 234 Bällen ausschied. Smith beendet edas Innings mit einem ungeschlagenen Century über 184* Runs aus 207 Bällen und verkürzte so den Rückstand auf 180 Runs. Beste indische Bowler waren Mohammed Siraj mit 6 Wickets für 70 Runs und Aksash Deep mit 4 Wickets für 88 Runs. Für Indien begannen Yashasvi Jaiswal und KL Rahul. Jaiswal schied nach 28 Runs aus und als Karun Nair ins Spiel kam, endete der Tag beim Stand von 64/1. Am vierten Spieltag verlor Nair sein Wicket nach 26 Runs und wurde gefolgt durch Shubman Gill. Rahul erreichte ein Fifty über 55 Runs und Rishabh Pant ein ebensolches über 65 Runs. Daraufhin kam Ravindra Jadeja ins Spiel und Gill verlor sein Wicket nach einem Century über 161 Runs aus 162 Bällen. Jadeja bildete in der Folge eine Partnerschaft mit Washington Sundar, bevor Indien das Innings mit einem Vorsprung von 608 Runs deklarierte. Jadeja hatte bis dahin ein Fifty über 69* Runs und Sundar 12 Runs erzielt. beste englische Bowler waren Josh Tongue mit 2 Wickets für 93 Runs und Shoaib Bashir mit 2 Wickets für 119 Runs. Für England formte Eröffnungs-Batter Ben Duckett eine Partnerschaft zusammen mit dem dritten Schlagmann Ollie Pope. Duckett erreichte 24 Runs und als Harry Brook aufs Feld kam, endete der Tag beim Stand von 72/3. Am fünften Tag schied Pope nach 24 und Brook nach 23 Runs aus. Es folgte eine Partnerschaft zwischen Ben Stokes und Jamie Smith. Stokes gelangen 33 Runs und als Brydon Carse ins Spiel kam, schied Smith nach einem Fifty über 88 Runs. Nachdem Shoaib Bashir ins Spiel gekommen war, verlor Carse sein Wicket nach 38 Runs und das Spiel mit einer Niederlage von 337 Runs. Bashir hatte bis dahin 12* Runs erreicht. Bester indischer Bowler war Akash Deep mit 6 Wickets für 99 Runs. Als Spieler des Spiels wurde Shubman Gill ausgezeichnet.

### Dritter Test in London
| 10. – 14. Juli Scorecard | London (Lord’s) | England 387 (112.3) & 192 (62.1) | – | Indien 387 (119.2) & 170 (74.5) |
|                          |                 | England gewinnt mit 22 Runs      |   |                                 |

England gewann den Münzwurf und entschied sich als Schlagmannschaft zu beginnen. Für sie begannen die Eröffnungs-Batter Zak Crawley und Ben Duckett. Duckett erreichte 23 Runs und Crawley 18 weitere, bevor Ollie Pope zusammen mit Joe Root eine weitere Partnerschaft formte. Pope erreichte 44 Runs und in der Folge erreichte Harry Brook 11 Runs und wurde gefolgt durch Ben Stokes, bevor der Tag beim Stand von 251/4 endete. Am zweiten Spieltag schied Stokes ebenfalls nach 44 Runs aus. Root gelang ein Century über 104 Runs aus 199 Bällen, woraufhin Brydon Carse nach einem Fifty über 56 Runs das letzte Wicket des Innings verlor. Bester indischer Bowler war Jasprit Bumrah mit 5 Wickets für 74 Runs. Für Indien bildeten die Eröffnungs-Batter Yashasvi Jaiswal und KL Rahul eine Partnerschaft. Jaiswal erreichte 13 Runs, woraufhin Karun Nair 40 und Shubman Gill 16 Runs erzielten. Nachdem Rishabh Pant ins Spiel gekommen war, endete der Tag beim Stand von 145/3. Am dritten Spieltag verlor Pant sein Wicket nach einem Fifty über 74 Runs, bevor kurz darauf auch Rahul nach einem Century über 100 Runs aus 177 Bällen ausschied. Es folgte eine Partnerschaft zwischen Ravindra Jadeja und Nitish Kumar Reddy. Reddy gelangen 30 Runs, bevor Washington Sundar ins Spiel kam. Jadeja schied nach einem Half-Century über 72 Runs aus und Sundar verlor das letzte Wicket des Innings nach 23 Runs, womit er die Vorgabe exakt ausglich. Bester englischer Bowler war Chris Woakes mit 3 Wickets für 84 Runs. Für England begannen Zak Crawley und Ben Duckett und beendeten den Tag beim Stand von 2/0. Am vierten Spieltag schied Duckett nach 12 Runs aus und als Joe Root aufs Feld kam, verlor auch Crawley sein Wicket nach 22 Runs. Dem hineinkommenden Harry Brook gelangen 23 Runs, bevor Ben Stokes aufs Feld kam. Root schied nach 40 Runs aus und als ihm Chris Woakes folgte, verlor auch Stokes nach 33 Runs sein Wicket. Woakes erreichte 10 Runs und als das letzte Wicket fiel Hatte England dem indischen Team eine Vorgabe von 193 Runs gesetzt. Bester indischer Bowler war Washington Sundar mit 4 Wickets für 22 Runs. Für Indien formte Eröffnungs-Batter KL Rahul zusammen mit dem dritten Schlagmann Karun Nair eine Partnerschaft. Nair erreichte 14 Runs und der Tag endete beim Stand von 58/4. Am fünften Spieltag kam Ravindra Jadeja aufs Feld und Rahul schied nach 39 Runs aus. Zusammen mit den verbliebenen Battern versuchte Jadeja die Vorgabe langsam zu erreichen und an seiner Seite erzielte Nitish Kumar Reddy 13 Runs. Jedoch viel das letzte Wicket 22 Runs vor dem Erreichen der Vorgabe, als Jadeja bei 61* Runs stand. Beste englische Bowler waren ben Stokes mit 3 Wickets für 48 Runs und Jofra Archer mit 3 Wickets für 55 Runs. Als Spieler des Spiels wurde Ben Stokes ausgezeichnet.

### Vierter Test in Manchester
| 23. – 27. Juli Scorecard | Manchester | Indien 358 (114.1) & 425-4 (143) | – | England 669 (157.1) |
|                          |            | Remis                            |   |                     |

England gewann den Münzwurf und entschied sich als Feldmannschaft zu beginnen. Für Indien formten die Eröffnungs-Batter Yashasvi Jaiswal und KL Rahul eine Partnerschaft. Rahul erreichte 46 Runs und wurde gefolgt durch Sai Sudharsan. Jaiswal konnte ein Fifty über 58 Runs erzielen und nachdem Shubman Gill nach 12 Runs ausgeschieden war, kam Rishabh Pant ins Spiel. Pant musste sich dann verletzt aus dem Spiel zurückziehen und wurde gefolgt durch Ravindra Jadeja. Sudharsan gelang ein Fifty über 61 Runs und als Shardul Thakur ins Spiel kam, endete der Tag beim Stand von 264/4. Am zweiten Spieltag verlor Jadeja sein Wicket nach 20 Runs und als Washington Sundar aufs Feld kam, schied Takur nach 41 Runs aus. Daraufhin folgte Rishabh Pant, der trotz Fraktur am Fuß wieder aufs Feld kam. Sundar gelangen 27 Runs und Pant konnte ein Fifty über 54 Runs aus. Kurz darauf fiel das letzte wicket des Innings als Indien 358 Runs erzielt hatte. Beste englische Bowler waren Ben Stokes mit 5 Wickets für 72 Runs und Jofra Archer mit 3 wickets für 73 Runs. Für England eröffneten Zak Crawley und Ben Durckett. Crawley konnte ein Fifty über 84 Runs erreichen und wurde durch Ollie Pope gefolgt. Duckett schied nach einem Fifty über 94 Runs aus und wurde durch Joe Root ersetzt, der zusammen mit Pope den Tag beim Stand von 225/2 beendete. Am dritten Spieltag gelang Pope ein Fifty über 71 Runs und wurde gefolgt durch Ben Stokes, der jedoch nach 66* Runs nach Krämpfen verletzt vom Feld ging. Root erzielte daraufhin ein Century über 150 Runs aus 248 Bällen und als Liam Dawson ins Spiel kam und auch Stokes wieder das Feld betrat endete der Tag beim Stand von 544/7. Am vierten Spieltag erreichte Dawson 26 Runs, woraufhin er durch Brydon Carse ersetzt wurde. Stokes erzielte ein Century über 141 Runs aus 198 Bällen. Carse verlor das letzte Wicket des Innings nach 47 Runs und erhöhte so den Vorsprung für England auf 311 Runs. Bester indischer Bowler war Ravindra Jadeja mit 4 Wickets für 143 Runs. Indien verlor früh zwei Wickets, bevor Eröffnungs-Batter KL Rahul zusammen mit Shubman Gill eine Partnerschaft formte und den Tag beim Stand von 174/2 beendete. Am fünften Tag erreichte Rahul ein Fifty über 90 Runs und wurde durch Washington Sundar ersetzt. Gill gelang ein Century über 103 Runs aus 238 Bällen, bevor Ravindra Jadeja aufs Feld kam. Jadeja und Sundar konnten daraufhin den Tag und das Spiel am Tag beenden. Jadeja erzielte dabei ein Century über 107* Runs aus 185 Bällen und Sundar ebenfalls mit 101* aus 206 Bällen. Bester englischer Bowler war Chris Woakes mit 2 Wickets für 67 Runs. Als Spieler des Spiels wurde Ben Stokes ausgezeichnet.

### Fünfter Test in London
| 31. Juli – 4. August Scorecard | London (Oval) | Indien 224 (69.4) & 396 (88) | – | England 247 (51.2) & 367 (85.1) |
|                                |               | Indien gewinnt mit 6 Runs    |   |                                 |

England gewann den Münzwurf und entschied sich als Feldmannschaft zu beginnen. Für Indien formte, nachdem das Spiel verspätet nach einem nassen Außenfeld begann, Eröffnungs-Batter KL Rahul zusammen mit dem dritten Schlagmann Sai Sudharsan eine Partnerschaft. Rahul erreichte 14 Runs und wurde gefolgt von Shubman Gill, der nach einer Regenunterbrechung 21 Runs erzielte. Daraufhin kam Karun Nair aufs Feld und Sudharsan schied nach 38 Runs aus. Dem hineinkommenden Dhruv Jurel gelangen 19 Runs, woraufhin Washington Sundar ins Spiel kam. Der Tag endete beim Stand von 204/6. Am zweiten Spieltag schied Nair nach einem Fifty über 57 Runs aus. Sundar erreichte 26 Runs, woraufhin das Innings nach 224 Runs endete. Beste englische Bowler waren Gus Atkinson mit 5 Wickets für 33 Runs und Josh Tongue mit 3 Wickets für 57 Runs. Für England begannen Zak Crawley und Ben Duckett. Duckett erreichte 43 Runs und wurde gefolgt von Ollie Pope. Crawley konnte ein Fifty über 64 Runs erzielen, woraufhin Joe Root ins Spiel kam. Pope gelangen 22 Runs und als Harry Brook aufs Feld kam, schied Root nach 29 Runs aus. An der Seite von Brook erreichte Gus Atkinson 11 Runs. Da Chris Woakes nach eine Verletzung vom Vortag nicht mehr aufs Feld kam, verlor Brook das letzte Wicket des Innings nach einem Fifty über 53 Runs und erhöhte den Vorsprung damit auf 23 Runs. Beste indische Bowler war Prasidh Krishna mit 4 Wickets für 62 Runs und Mohammed Siraj mit 4 Wickets für 86 Runs. FürIndien etablierte sich Eröffnungs-Batter Yashasvi Jaiswal und, nachdem an seiner Seite Sai Sudharsan 11 Runs erreicht hatte, beendete er zusammen mit dem vierten Batter Akash Deep den Tag beim Stand von 75/2. Am dritten Spieltag schied Deep nach einem Fifty über 66 Runs aus, Shubman Gill erreichte 11 und Karun Nair 17 Runs. Daraufhin folgte Ravindra Jadeja und Jaiswal schied nach einem Century über 118 Runs aus 164 Bällen aus. Ihm folgte Dhruv Jurel mit 34 Runs und nachdem Washington Sundar ins Spiel kam, schied jadeja nach einem Fifty über 53 Runs aus. Sundar verlor das letzte Wicket des Innings nach einem Fifty über 53 Runs und setzte damit die Vorgabe für England auf 88 Runs. Beste englische Bowler waren Josh Tongue mit 5 Wickets für 125 Runs und Gus Atkinson mit 3 Wickets für 127 Runs. Für England begannen Zak Crawley und Ben Duckett und nachdem Crawley nach 14 Runs ausgeschieden war, endete der Tag beim Stand von 50/1. Am vierten Spieltag kam Ollie Pope aufs Feld und Duckett gelang ein Fifty über 54 Runs. Ihm folgte Joe Root und als Ollie Pope nach 27 Runs ausschied, konnte an der Seite von Root Harry Brook ein Century über 111 Runs aus 98 Bällen erzielen. Auch Root erreichte ein Century über 105 Runs aus 152 Bällen. Am fünften Spieltag erreichte Gus Atkinson 17 Runs, was jedoch nicht ausreichte um die Niederlage zu verhindern. Beste indische Bowler waren Mohammed Siraj mit 5 Wickets für 104 Runs und Prasidh Krishna mit 4 Wickets für 123 Runs. Als Spieler des Spiels wurde Mohammed Siraj ausgezeichnet.

## Auszeichnungen

### Player of the Series
Als Player of the Series wurden der folgende Spieler ausgezeichnet.
| Serie | Player of the Series |
| ----- | -------------------- |
| Test  | Harry Brook          |

### Player of the Match
Als Player of the Match wurden die folgenden Spieler ausgezeichnet.
| Spiel   | Player of the Match |
| ------- | ------------------- |
| 1. Test | Ben Duckett         |
| 2. Test | Shubman Gill        |
| 3. Test | Ben Stokes          |
| 4. Test | Ben Stokes          |
| 5. Test | Mohammed Siraj      |